# Ломигорa
Ломигорa је српско презиме пореклом са планине Рогозне у Рашкој области. Напустили су Рашку у сеобама Срба између 1690. и 1739. године. У селу Брђани и данас постоји Ломигорско гробље. Крсна слава Ломигора је Савиндан.
У 19. веку ово презиме има следеће хронолошке потврде: забележено је у Сремској Митровици 1811, у Мачви 1815, у Београду 1830. и 1912, у Крагујевцу 1839, 1873. и 1895, и у Мајданпеку 1858. године. Према породичним изворима, Арсовићи у Рашкој (славе Никољдан) пореклом су од Ломигора.
По родовском предању, од Ломигора је био Арсеније Ломо, познати народни војвода из Првог и Другог српског устанка. Рођен је у Гојној Гори код Ужичке Пожеге, а у качерско село Драгољ населио се после немачког рата 1788.
За време Другог српског устанка, у Мачви се помиње Лука Ломигорa као један од седам капетана кнеза Милоша, чија је чета од 170 голих синова три месеца бранила тамошње српско становништво од Турака.
У раздобљу владавине кнеза Милоша Обреновића, деловао је у Београду кнез Милош Ломигорa. Био је један од чланова Народног суда.
Презиме Ломигорa се помиње и у историји српске војне медицине. У Крагујевцу је после Првог српско-турског рата подигнута Војна болница. Од 1868. до 1874. године помоћник управника био је крагујевачки лекар Димитрије Ломигорa.
У општини Бијељина (Република Српска) постоји потес Ломигорa Махала. Добио је назив по браћи Ломигорaмa из Старог Влаха, који су се ту населили у првим деценијама 19. века.
Данас, носиоци овог презимена живе у Крагујевцу и Београду.